# Tablić
Tablić je veoma popularna kartaška igra na Balkanu. Najviše se igra u Srbiji, Crnoj Gori, Bosni i Hercegovini i Makedoniji. Obično se igra u dvoje ili četvoro. Kada igraju četiri igrača, onda se igra u parovima i parovi sede dijagonalno jedan od drugog. Igra se sa jednim špilom od 52 karte. Može takođe da se igra i u troje, s tim što svaki igrač igra za sebe, a u zadnjem deljenju se po 4 karte.

## Vrednost karata
- Kralj (K) = 14
- Dama (Q) = 13
- Žandar (J) = 12
- Ostale karte se boduju prema svojim nominalima.
- Kec (A) se boduje na poseban način. Njegova vrednost može biti 1 ili 11, u zavisnosti od procene i želje igrača koji je na potezu.

## Cilj igre
Cilj igre je nositi što više karata sa talona, tj. odneti što više štihova. Karte se nose tako što se baca karta iz ruke i njome se nosi karta koja je iste vrednosti; ili više karata, čija je suma jednaka vrednosti bačene karte. Nošene karte se skupljaju kod svakog igrača da bi se na kraju partije prebrojali poeni.

## Deljenje karata
Delilac deli po 6 karata iz špila svakom igraču (u 2 kruga po 3 karte) i stavlja 4 karte na talon. Karte na talonu moraju biti jasno odvojene, obično se stavljaju u 2 reda po 2 karte. Ostatak karata tj. špil se stavlja sa strane. Kada svi igrači izbace karte koje su imali, delilac opet uzima špil koji je ostavio sa strane i ponovo deli 6 karata svakom igraču. Kad se izbace sve karte, a ceo špil se potroši, uloga delioca se prenosi na sledećeg igrača.

## Igra
Igru uvek počinje igrač koji je sa desne strane od delioca i redosled se nastavlja u smeru suprotnom od smera kazaljke na satu, tj. s desna na levo. U svakom krugu, svaki igrač izbacuje samo po jednu kartu. Ovom kartom može, a i ne mora ništa da nosi sa talona. U slučaju nošenja, igrač koji nosi karte uzima ih, okreće naopako i stavlja na svoju gomilu, kako drugi igrači ne bi mogli kasnije da vide koje su karte prošle. U slučaju da igrač ne može ništa da nosi svojom kartom, ta karta ostaje na talonu. Kada se igra završi, ako ima karata koje su ostale na talonu nosi ih onaj igrač koji je poslednji nešto nosio. Kada igrač nosi sve karte sa talona svojom kartom, piše mu se tabla. Kada igrač na kraju pokupi karte koje su ostale na talonu, zbog toga što je poslednji nosio, on ne dobija tablu.

## Bodovanje
Bodovanje se vrši tako da se svaki igrač ili par boduje prema broju odnetih karata i štihova.
Maksimalan broj poena je 25 + broj napravljenih tabli:
- za svaki odneti štih (10, J, Q, K, A) dobija 1 poen.
- za „malu dvojku“ (dvojku tref) dobija 1 poen.
- za „duplu desetku“ (desetku karo) dobijaju se 2 poena.
- onaj ko je odneo više karata ukupno dobija „3 na karte“ (dodatna 3 poena). Ako su oba/svi igrača odnela isti broj karata, niko ne dobija „3 na karte“.

## Pravila
Igrač kartom može da nosi sa talona 
- istu kartu,
- više karata koje daju zbir karte koju ima,
- istu kartu i više karata koje daju zbir karte koju ima.

Igrač može i da baci bilo koju kartu na talon (uključujući i kartu koju ima).

## Kraj igre
Igra se završava kada igrač, ili par ima ili pređe 101 poen. Pobednik je onaj ko ima više. Igra se prekida čim neko pređe 100 poena tj. ima 101 poen.

## Spoljašnje veze
- - 'Online' Tablić - Društvene igrice (Tablić multiplayer) - Adobe Flash Player je potreban - Instaliraj Flash Player
- - Tablić za Android uređaje - Društvene igrice (Tablić v2024)
- Tablic.rs Архивирано на веб-сајту  (6. мај 2021) - Online tablic za sve uređaje na svim platformama
- Tablić Masters Live - Igranje direktno iz browser-a ili kao aplikacija na mobilnim telefonima, uključujući iPhone/iPad
- Tablic Masters - Veoma popularan tablić za Android uređaje